# Amblycotis laticeps
Amblycotis laticeps är en insektsart som beskrevs av Stsl 1855. Amblycotis laticeps ingår i släktet Amblycotis och familjen sporrstritar. Inga underarter finns listade i Catalogue of Life.